# Бородин, Георгий Кондратьевич
Гео́ргий Кондра́тьевич Бороди́н (14 января 1860 — 1921) — участник русско-японской и Первой мировой войн, Белого движения во время Гражданской войны, генерал-майор (1917).

## Биография
Родился 14 января 1860 года в семье потомственного дворянина, казачьего генерала. Принадлежал к видному уральскому казачьему роду Бородиных. Окончил Оренбургское казачье юнкерское училище в 1878 году в чине хорунжего, получив назначение в Уральскую казачью отдельную сотню. В 1880 году переведён во 2-й Уральский казачий полк. В 1879 году произведён в чин сотника, в 1884 году — в чин подъесаула. С 1896 года — есаул 3-го Уральского казачьего полка. В 1903 году окончил Офицерскую кавалерийскую школу с отметкой «успешно».
Участник русско-японской войны 1904—1905 годов. С 1904 года в должности штаб-офицера 4-го Уральского казачьего полка, входившего наряду с 5-м Уральским казачьим полком, в состав в знаменитой Урало-Забайкальской дивизии генерала П. И. Мищенко, прославившейся дерзкими рейдами по тылам противника (в данной дивизии в это время проходил службу в должности начальника штаба дивизии А. И. Деникин). В 1908 году полковник Г. К. Бородин был назначен командиром 1-го Уральского казачьего полка, дислоцировавшегося в Киеве, входившего в состав 9-й кавалерийской дивизии.
Вместе со своим полком вышел на фронт Первой мировой войны. В сентябре 1914 года его полк захватил у дер. Липовец 4 австрийских орудия, которые впоследствии послужили основой вновь воссозданной уральской казачьей артиллерии. В феврале-марте 1915 года — комендант г. Перемышль. С августа назначен командиром 30-го Донского казачьего полка, в октябре 1915 года назначен командиром 2-й бригады Оренбургской казачьей дивизии. В мае 1917 года за отличия в делах против неприятеля, произведён в чин генерал-майора.
Участник Гражданской войны, 24 апреля 1918 года избран Уральским станичным сходом членом Уральского военно-полевого суда. В 1919 году — в составе Уральской отдельной армии без должности. Приказом Верховного правителя адмирала Колчака А. В. от 3 июня 1919 года, уволен от службы по домашним обстоятельствам с мундиром и пенсией. В 1919—1920 годах отступал с частями Уральской отдельной армии к Каспийскому морю, находился в оппозиции к Войсковому атаману В. С. Толстову. Сдался красным частям 5 апреля 1920 года в форте Александровском. Содержался в лагерях Архангельской губернии, вместе с группой казачьих генералов расстрелян в 1921 году на Северной Двине.

## Семья
Супруга : Любовь Климентьевна (в девичестве Ерёмина) -дочь уральского казачьего офицера.
Дети :
- София
- Екатерина
- Татьяна

## Награды
- Орден Святого Станислава 3 степени (1891)
- Орден Святой Анны 3 степени (1899)
- Орден Святого Станислава 2 степени с мечами (1905)
- Орден Святой Анны 4 степени "За храбрость" (1905)
- Золотое оружие (1906)
- Орден Святого Владимира 4 степени с бантом (1906)
- Орден Святой Анны 2 степени с мечами (1910)
- Орден Святого Владимира 3 степени (1912)
- мечи к ордену Святого Владимира 3 степени (1915)
- мечи к ордену Святого Владимира 4 степени (1915)
- мечи и бант к ордену Святой Анны 3 степени (1915)